# Liste des ZNIEFF de la Dordogne
Cette liste recense les sites classés zones naturelles d'intérêt écologique, faunistique et floristique (ZNIEFF) du département de la Dordogne.

## Statistiques
La Dordogne compte 153 sites classés zones naturelles d'intérêt écologique, faunistique et floristique.
Deux types de ZNIEFF existent :
- les ZNIEFF de type I, de superficie réduite, sont des espaces homogènes d'un point de vue écologique et qui abritent au moins une espèce et/ou un habitat rares ou menacés, d'intérêt aussi bien local que régional, national ou communautaire ; ou ce sont des espaces d'un grand intérêt fonctionnel pour le fonctionnement écologique local ;
- les ZNIEFF de type II sont de grands ensembles naturels riches, ou peu modifiés, qui offrent des potentialités biologiques importantes. Elles peuvent inclure des ZNIEFF de type I  et possèdent un rôle fonctionnel ainsi qu’une cohérence écologique et paysagère.

## Liste des sites

### Liste des ZNIEFF de type I
- Ancien tunnel de la Gravetine
- Ancienne carrière de Jovelle
- Ancienne carrière d'Argentine
- Barrage de Mauzac, îlots et rapides de la Gratusse
- Bois de Corbiac
- Boisement des Vitarelles
- Buttes calcaires du Terrassonnais
- Carrière de Lanquais – les Roques
- Cingle de Montfort
- Coteau calcaire de la Balique
- Coteaux calcaires du Pays de Belvès
- Coteau de Bois Nègre
- Coteaux calcaires du secteur de Borrèze
- Coteau du Bugue
- Coteaux de Castelnaud, Cénac et Domme
- Coteaux de Castels et de Bézenac
- Coteau calcaire de Cause-de-Clérans
- Coteaux du Coly
- Coteaux calcaires de la vallée de la Dordogne
- Coteau de l'Escaleyrou
- Coteau des Eyzies
- Coteau des Eyzies et de Manaurie
- Coteau de Marzac
- Coteaux et plateau du Mayne Chevalier
- Coteau de Monségur
- Coteau du Moustier (bois du Ruth)
- Coteau calcaires [sic] de Naussannes
- Coteaux calcaires des bords de la Nizonne et de la Belle
- Coteau calcaire du Petit Coussière
- Coteaux xérothermiques de Pezuls
- Coteau du Raysse
- Coteaux calcaires de La Rochebeaucourt-et-Argentine
- Coteaux et falaises de Beynac, La Roque-Gageac et de Vézac
- Coteau de la Roque Saint-Christophe
- Coteau calcaire de Saint-Capraise-d'Eymet
- Coteau de Saint-Cirq du Bugue et des Eyzies
- Coteau de Saint-Léon-sur-Vézère (côte de Jord)
- Coteau calcaire de Saint-Pompont
- Coteaux xérothermiques de Sainte-Foy-de-Longas
- Coteau de Tursac (la Madeleine)
- Coteau de Tursac (rive gauche)
- Coteaux du Vern
- Couasne de Carsac
- Couasnes de Saint-Julien-de-Lampon
- Couasnes de Siorac et du Buisson
- Couasne de Veyrignac et Aillac
- La Dordogne quercynoise
- Étang de l'Escourou et grotte de Saint-Sulpice-d'Eymet
- Falaises de la Vézère (les Tours)
- Frayère de Beaupoil
- Frayère de Bergerac
- Frayère de le Gambul
- Frayère de Lamothe-Montravel
- Frayère de Pessac-sur-Dordogne
- Frayère du Pont de la Beauze
- Frayère du Port du Fleix
- Frayère de Saint-Aulaye
- Frayère de Saint-Martin
- Friche calcaire de la Becquerie
- Friche calcaire du Calcadou
- Friche calcaire de la Croix de l'Homme Mort
- Friche calcaire de Marquant
- Friche calcaire du Nissaud
- Friche calcaire de l'ancienne carrière de Plaisance
- Friche calcaire de la Rochette
- Friche calcaire de Saint-Cyprien
- Gorges du Chambon
- Gorges de la Côle
- Gravières de Prigonrieux (Bonneguise, la Gueylarde et l'Escauderie)
- Grottes d'Azerat
- Grottes de la Forge et environs
- Hêtraie du Claud
- Lande des Chemins Blancs
- Lande de Forêt Jeune
- Landes serpentiniques de Moussigou
- Lande Tourbeuse de Poncharau
- Lande de Saint-Hilaire
- Landes des Trois Pierres
- Marais alcalins de la vallée de la Nizonne
- Marais du Petit Mas, vallée amont du Caudeau
- Marais de Saint-Cirq-Madelon
- Pelouses et friches calcaires des Beunes
- Pelouses calcaires du Brayssou
- Pelouses calcaires de la Ganne
- Pelouse calcaire de Saint-Cassien
- Pelouse calcaire de la Tombe
- Plaines céréalières diversifiées : sites de Chanceau, la Guide, la Feuillade et chez Bilhac
- Plaines céréalières diversifiées : sites des Gacheries, des Jartres et de Grelet
- Prairies humides du bassin amont du Dropt
- Réseau hydrographique et coteaux du Boulou amont
- Réseau hydrographique et coteaux du Boulou aval
- Station botanique du hameau de Gueyte
- Station botanique de la Pomélie
- Tourbière du Breuilh
- Tourbière de la Calandrie
- Tourbière du Laquin
- Tourbières de Mouton
- Tourbière des Poujades
- Tourbières de Vendoire
- Vallées du réseau hydrographique du Bandiat
- Vallée de la Belle
- Vallées marécageuses des Beunes
- Vallée de la Bournègue
- Vallée de la Gardonnette
- Vallée de l'Isle au Chalard
- Vallée de la Pude
- Vallée de la Rizonne et étangs de La Jemaye
- Vallée de la Sandonie
- Vallées du réseau hydrographique de la Tardoire et du Trieux
- Zone tourbeuse du Bois d'Enfer
- Zone humide du Bois de Tendeix
- Zone tourbeuse de la Petite Lande

### Liste des ZNIEFF de type II
- Berges de l'Eyraud
- Bois de Beaussac
- Causse de Cubjac
- Causse de Savignac
- Causse de Terrasson
- Causse de Thenon
- Combe de Foulissart
- Coteaux à chênes verts du Sarladais : I-Rive droite de la Dordogne
- Coteaux à chênes verts du Sarladais : II-Secteur de Groléjac
- Coteaux à chênes verts du Sarladais : II-Secteur de l'Énéa et de la vallée du Céou
- Coteaux calcaires du causse de Daglan et de la vallée du Céou
- Coteaux calcaires et ravines de Tourliac
- Coteaux du Laussou
- Coteaux des vallées de la Lémance et du Sendroux
- La Dordogne
- Forêt de la Bessède
- Forêt domaniale de Born
- Forêt de la Faye
- Forêt de Feytaud
- Forêt domaniale de Lanmary et alentours
- Forêt de Liorac
- Gorges de l'Auvézère
- Gorges de la haute Dronne
- Landes de la terrasse ancienne rive gauche de l'Isle
- Plateau céréalier d'Issigeac
- Plateaux céréaliers du Verteillacois
- Plateau de La Rochebeaucourt-et-Argentine
- Réseau hydrographique de la Côle en amont de Saint-Jean-de-Côle
- Secteur forestier de Borrèze
- Vallée et coteaux du Boulou
- Vallée de la Dordogne quercynoise
- Vallée de la Dronne de Saint-Pardoux-la-Rivière à sa confluence avec l'Isle
- Vallée du Dropt
- Vallée de l'Isle en amont de Périgueux
- Vallée de l'Isle en amont de Périgueux, gorges de l'Isle et de ses affluents, landes du Jumilhacois
- Vallée de l'Isle de Périgueux à Saint-Antoine-sur-l'Isle, le Salembre, le Jouis et le Vern
- Vallées de la Lède, de la Leyze et du Laussou
- Vallée de la Nizonne
- Vallées et coteaux des petites Beunes et de la Grande Beune
- Vallées et étangs de la Double
- Zone des falaises calcaires de la vallée de la Vézère